# Диона (спътник)
Вижте пояснителната страница за други значения на Диона.
Диона е естествен спътник на Сатурн. Открита е от Джовани Доменико Касини през 1684 г. Носи името на дъщерята на Уран и Гея от древногръцката митология Диона, но понякога бива наричана и Сатурн 4.

## Наименование
Касини нарича четирите спътника на Сатурн, които открива, (Тетида, Диона, Рея и Япет), с колективното име Sidera Lodoicea или Звездите на Луи в чест на своя крал – френския Луи XIV. Преди 1847 г. астрономите са наричали всички спътници Сатурн 1 до Сатурн 7, включвайки в поредицата и Титан, Мимас и Енцелад. През 1847 г. синът на Уилям Хершел – Джон Хершел в своята публикация „Резултати от астрономически наблюдения направени на Нос Добра надежда“ () предлага използването на съвременните имена на спътниците, като им дава имената на титаните и братята и сестрите на бога Хронос.

## Физически характеристики
Диона е съставена предимно от лед, но се предполага, че във вътрешността ѝ се намират значителни количества плътни материални като силикатни скали. Въпреки по-малките си размери, по строеж Диона наподобява Рея. Двата спътника имат сходно албедо и разнообразен терен, както и различни водещи и задни полукълба. Водещото полукълбо на Диона е покрито с множество кратери и е с еднородна яркост, докато задното полукълбо е покрито с мрежа от ледени хребети. Някои тях пресичат кратери, което издава, че са образувани сравнително скоро.
За геологията на Диона са характерни:
- Пропасти
- Хребети
- Кратери

### Топография
Преди да бъде изследван от близко разстояние от Касини на 13 декември 2004 г., произходът на светлия материал на повърхността на спътника остава загадка. Единствената известна информация за материала е ниското му албедо и това, че е достатъчно тънък, за да позволи наблюдения на релефа под него.
Според една теория скоро след формирането на Диона, когато спътника е бил все още геологичски активен, са протичали процеси като криовулканизъм, довели до образуването на „жили“ по повърхността, съставени от кондензирал лед и скален материал. Впоследствие геологичните процеси са затихнали, но водещото полукълбо все още е било подложено на активно бомбардиране от метеорити, довели до елиминиране на жилите в това полукълбо и запазването им само в задното.
Според нови данни от Касини обаче жилите не са депозити на материали с вулканичен произход, а тектонични разломи и пукнатини. Все още обаче не е известно защо те се налюдават само в задното полукълбо.

### Кратери
На ледената повърхност на Диона се намират области, покрити с множество кратери, няколко от които са с диаметър, по-голям от 100 km, равнини с кратери, по-малки от 30 km, и ледени жили. Голяма част от областите с гъсто покритие на кратери се наблюдават на повърхността на задното покулбо и по-малко на водещото полукълбо. Учените считат, че в миналото на Диона преди няколко милиарда години някои от по-големите тела, сблъскали се със спътника, биха могли да го завъртят на 180° спрямо посоката на орбиталното му движение, разменяйки положенията на водещото и задното полукълбо.
Подобно на Калисто, на Диона липсват високи релефни черти характерни за Луната и Меркурий. Счита се, че причината за това е сравнително ниската якост на ледената кора позволяваща „свличания“ на материал.